# Lathyrus pratensis
La cicerchia dei prati (Lathyrus pratensis L., 1753) è un piccolo arbusto, erbaceo, a portamento un po' prostrato, appartenente alla famiglia delle Fabacee.

## Etimologia
Si dice che il creatore della denominazione del genere sia il botanico francese Joseph Pitton de Tournefort (1656 – 1708). Sembra che pensando alle presunte proprietà afrodisiache di alcune piante del genere abbia accostato due termini: la particella intensiva la e il verbo greco thero (= io riscaldo) e abbia quindi creato il nome del genere lathyrus. In realtà tale nome era conosciuto già nei tempi antichi: Teofrasto lo aveva usato per alcune leguminose.
Gli inglesi chiamano questa pianta: Meadow vetchling; i tedeschi la chiamano Wiesen-Platterbse; mentre i francesi Gesse de prés.

## Descrizione

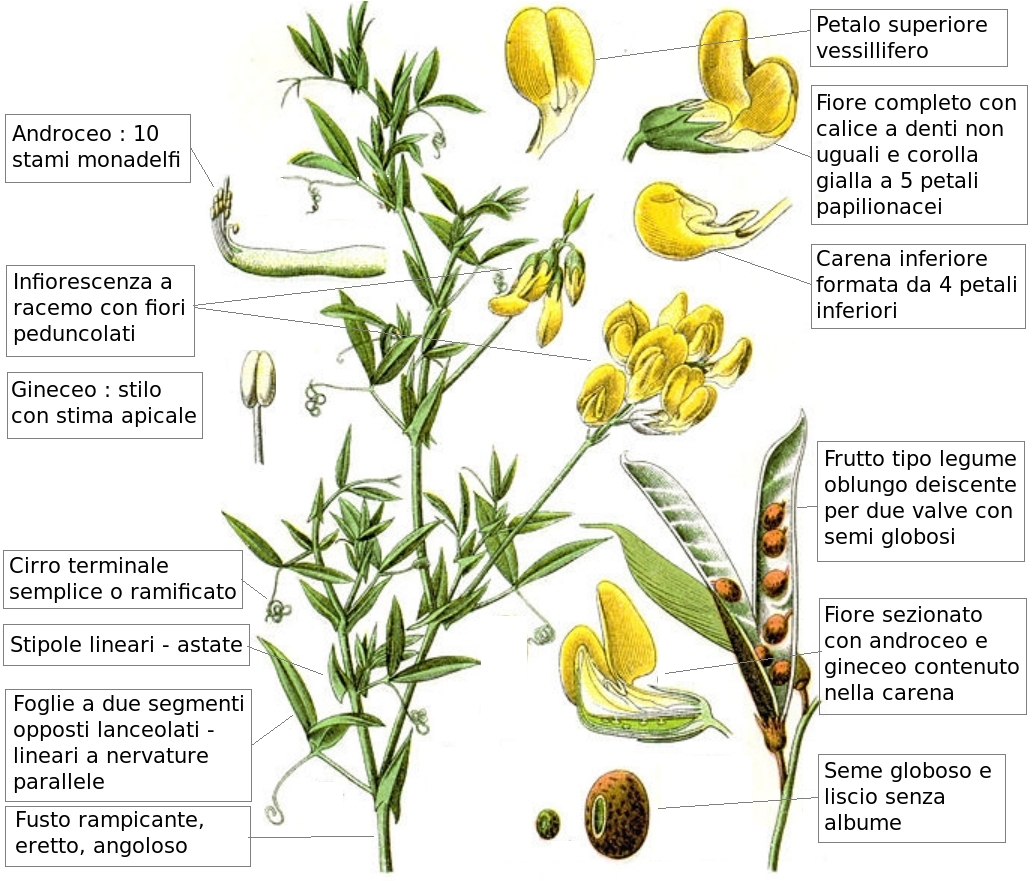
Descrizione delle parti della pianta

L'altezza media di questa pianta va da 20 a 40 cm, ma può arrivare fino a 1 metro di altezza. Il ciclo biologico è perenne. La forma biologica è del tipo  emicriptofita scaposa (H scap): quindi sono piante perenni che si propagano per mezzo di gemme poste sul terreno i cui fusti sono mediamente lunghi e con poche foglie.

### Radici
La radice è del tipo fascicolato.

### Fusto
Il fusto è a portamento rampicante, ma eretto; è angoloso e pubescente con minuti peli nella parte inferiore e subglabro in quella superiore. Alla base può essere legnoso.

### Foglie
La foglia è composta da due segmenti opposti, semplici di forma lineare - lanceolata e termina con un cirro semplice o ramificato (foglia pennato-composta, ossia imparipennata con cirro centrale); alla base del picciolo fogliare (molto più lungo delle foglie) si trovano delle ampie stipole lineari - astate. Le lamine dei lobi sono percorse da nervature parallele che non raggiungono però il margine fogliare. Dimensioni delle foglie: larghezza 2 - – 3 mm, lunghezza 20 - – 40 mm; dimensioni delle stipole: larghezza 3 - – 6 mm, lunghezza 10 - – 30 mm.

### Infiorescenza

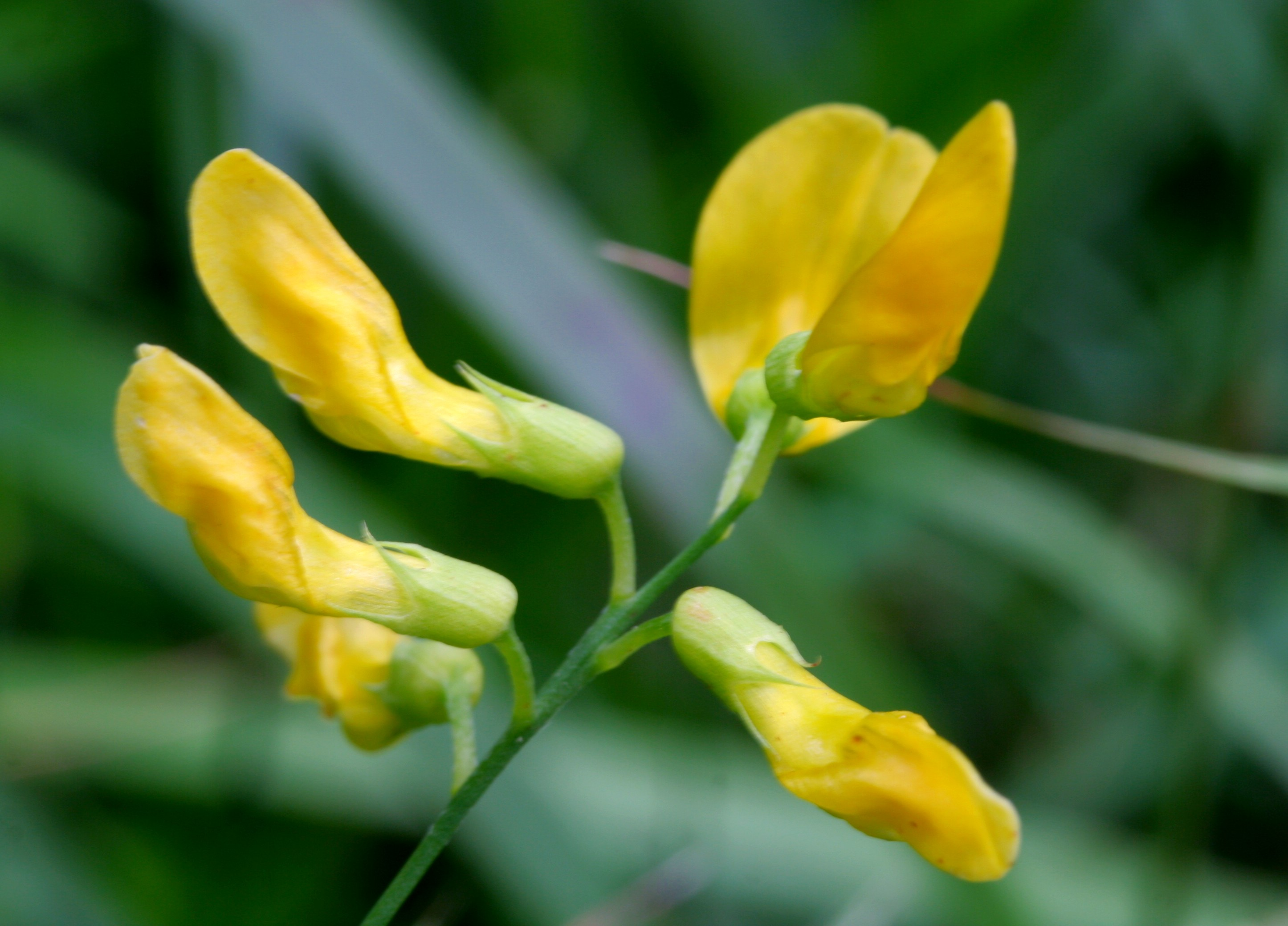
Infiorescenza
Località Cortina (BL) 1300 m s.l.m., luglio 2008

L'infiorescenza si compone di un racemo con 5 – 10 fiori su un peduncolo lungo da 6 a 8 cm. A sua volta ogni fiore è sostenuto da un peduncolo lungo 4 mm.

### Fiori

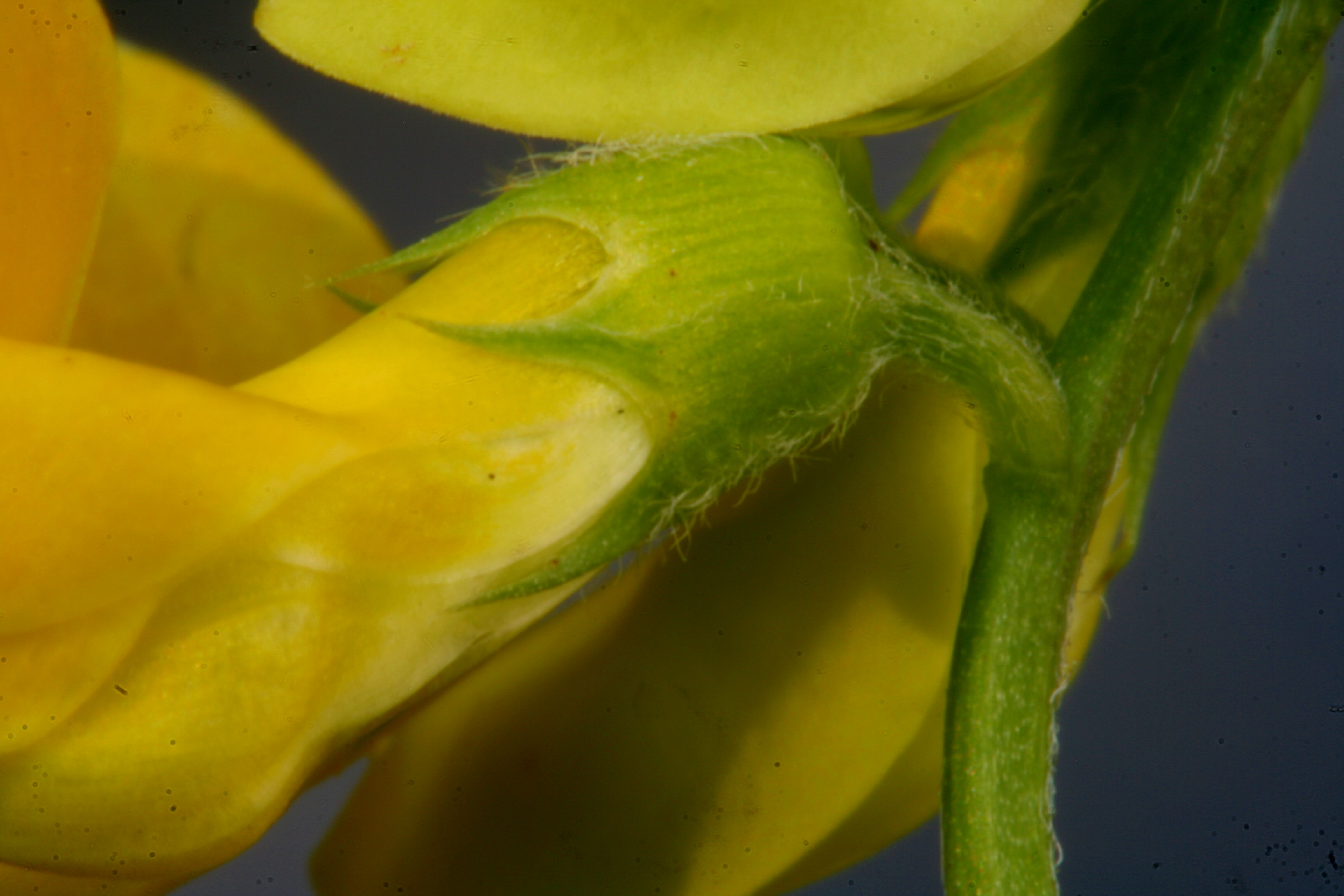
Il calice
Località Cortina (BL) 1300 m s.l.m., luglio 2008

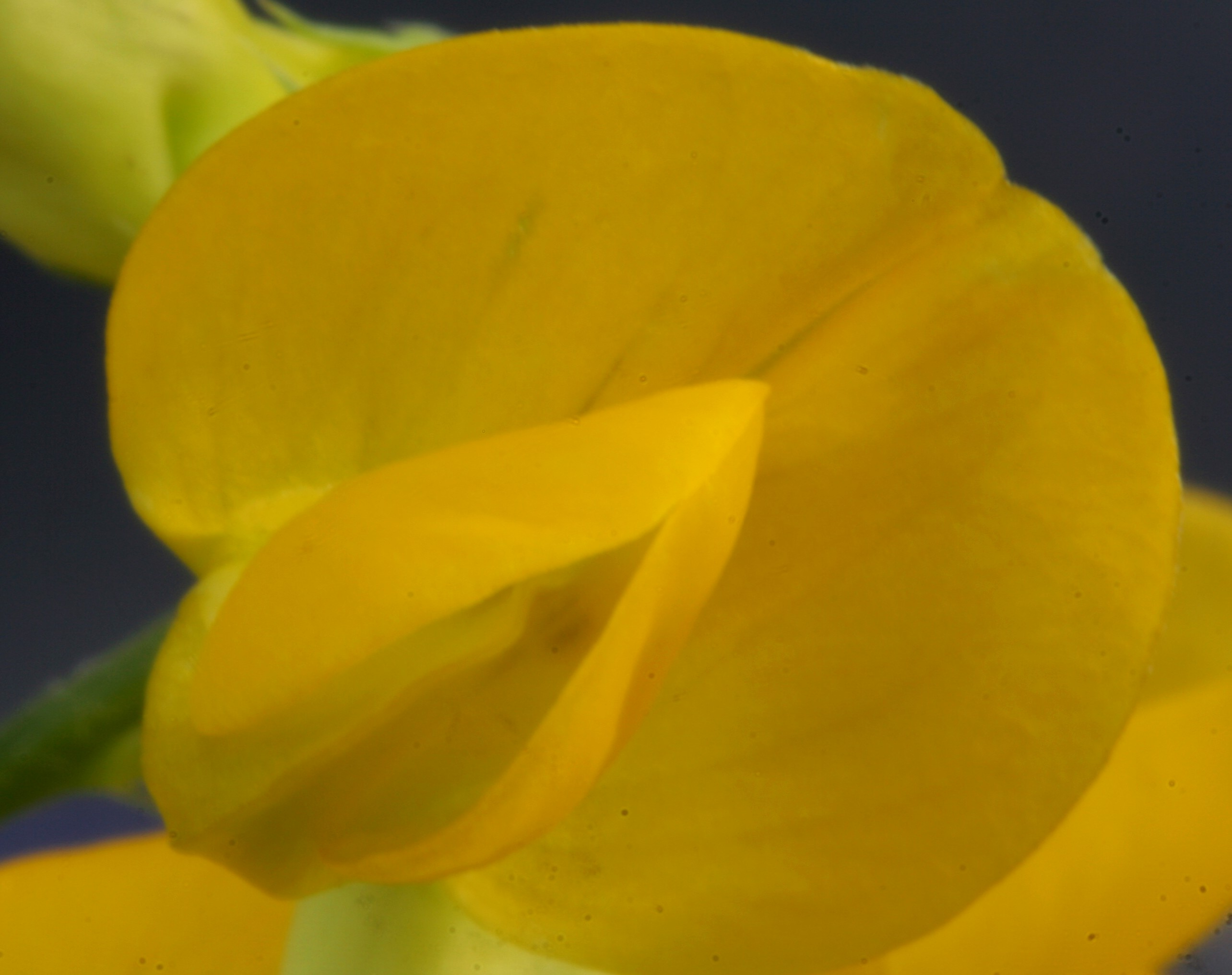
La corolla
Località Cortina (BL) 1300 m s.l.m., luglio 2008

I fiori sono delicatamente profumati; sono inoltre ermafroditi, pentameri (calice e corolla a 5 parti) e zigomorfi. In tutto i fiori sono lunghi da 10 a 17 mm.
- Formula fiorale:

K (5), C 5, A (5+5), G 1
- Calice: il calice è obliquamente campanulato, è gamosepalo con dentelli terminali di 2 mm (non tutti uguali, quelli superiori sono più corti, il quinto inferiore è più sviluppato), mentre il tubo del calice è lungo 3 mm ed è pubescente.
- Corolla: la corolla è dialipetala ed è lunga fino a 2 cm (normalmente 10 - – 16 mm) con 5 petali gialli (corolla papilionata); quello superiore (che normalmente ha funzioni vessillifere) è spatolato, allargato, eretto e ripiegato in alto lievemente all'indietro; i due petali intermedi (le ali) e i due inferiori sono concresciuti a forma di carena incurvata e ottusa (questa racchiude l'androceo e il gineceo). Dimensione del vessillo: 10 - – 15 mm; dimensione della carena: 10 - – 12 mm.
- Androceo: gli stami sono 10 monadelfi (riuniti tutti alla base in un unico fascetto fino ad un medesimo livello).
- Gineceo: l'ovario è supero e uniloculare (formato da 1 carpello); lo stilo è ricurvo con stimma apicale ed è pubescente sul lato superiore.
- Fioritura: la fioritura avviene tra maggio e agosto; i semi maturano tra luglio e settembre o più tardi.
- Impollinazione: l'impollinazione avviene tramite api (la pianta è comunque anche auto-fertile).

### Frutti

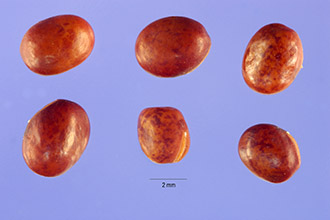
I semi

Il frutto è un legume oblungo, nerastro; a maturità è glabro (inizialmente è peloso) e si apre in due valve (è un frutto deiscente) continue (non divise). Contiene da 4 a 8 semi globosi e lisci (frutto polispermatico – a molto semi). Una particolarità dei semi è che sono privi di albume, in compenso contengono buone riserve proteiche. Dimensione del frutto: lunghezza 2 - – 4 cm, larghezza 4 - – 7 mm.

## Distribuzione e habitat
- Geoelemento: il tipo corologico (area di origine) è Eurasiat. (Euro-asiatica: comprende le zone che vanno dall'Europa al Giappone) ma anche  Paleotemp. (Paleotemperata: un'area comprendente anche il Nordafrica). In America questa pianta è stata individuata nell'Oregon e in Alaska, ma probabilmente è stata introdotta in tempi storici.
- Diffusione: la specie di questa scheda è distribuita in quasi tutta l'Europa; fuori dall'Europa si può trovare in Asia e Africa settentrionale. In Italia è una pianta comune.
- Habitat: queste piante si possono trovare nei prati fertili e concimati, nelle zone a cespuglieti o ai margini dei boschi e campi; ma anche nelle praterie rase rocciose di mezza montagna e pascoli mesofili e igrofili (non secchi). Il substrato può essere sia calcareo che siliceo o intermedio, con pH e livello nutrizionale medio e con valori di umidità medi anch'essi.
- Diffusione altitudinale: crescono da 0 - 2000 m s.l.m.; quindi questa pianta interessa i piani vegatazionali collinare, montano e subalpino.

## Fitosociologia
Dal punto di vista fitosociologico la specie di questa scheda appartiene alla seguente comunità vegetale:
Formazione : comunità delle macro- e megaforbie terrestri;
Classe : Molino - Arrhenatheretea

## Usi

### Farmacia
- Proprietà curative: nella medicina popolare viene considerata una pianta risolvente stati di nervosismo. Tuttavia il seme di queste piante può contenere un amminoacido tossico, l'alcaloide latirina, che in quantità rilevanti e prolungate causa danni al sistema nervoso[2]. Questa malattia neurologica è chiamata latirismo.

### Industria
L'industria da questa pianta ricava sostanze repellenti (usate nel respingere i topi).

### Giardinaggio
La coltivazione di questa pianta è abbastanza facile (è considerata pianta rustica); ha bisogno di una posizione soleggiata con suolo relativamente umido. È una pianta che produce azoto sia per sé che per altre piante che si trovano nelle sue vicinanze. Infatti alcuni Bacteriabatteri, che si trovano nelle sue radici, hanno la proprietà di fissare l'azoto atmosferico.

### Pascolo
In passato in alcune zone questa pianta era utilizzata per il foraggio degli animali da pascolo; ora non più.

## Galleria d'immagini

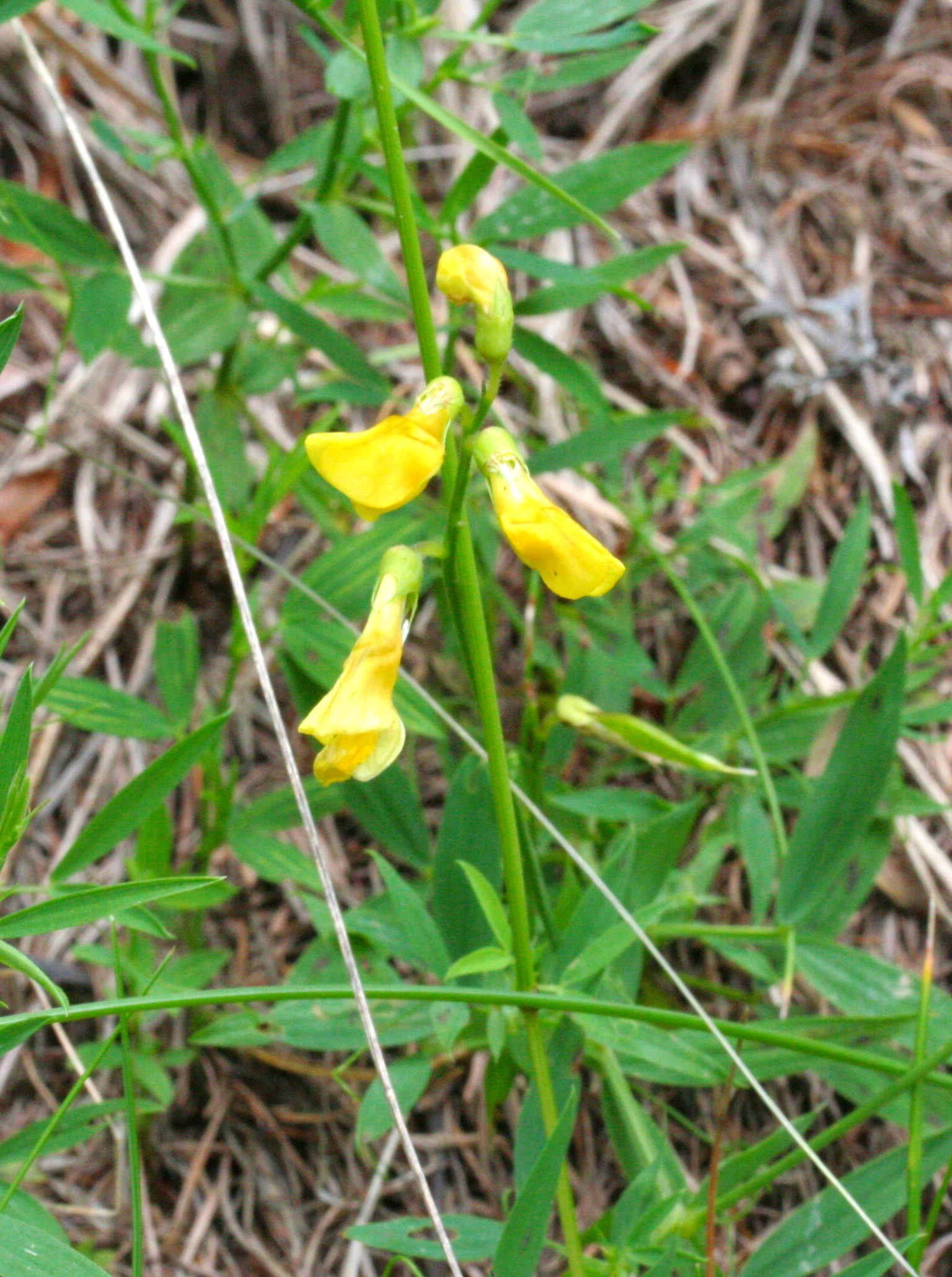
Località Cortina (BL) 1300 m s.l.m., luglio 2008
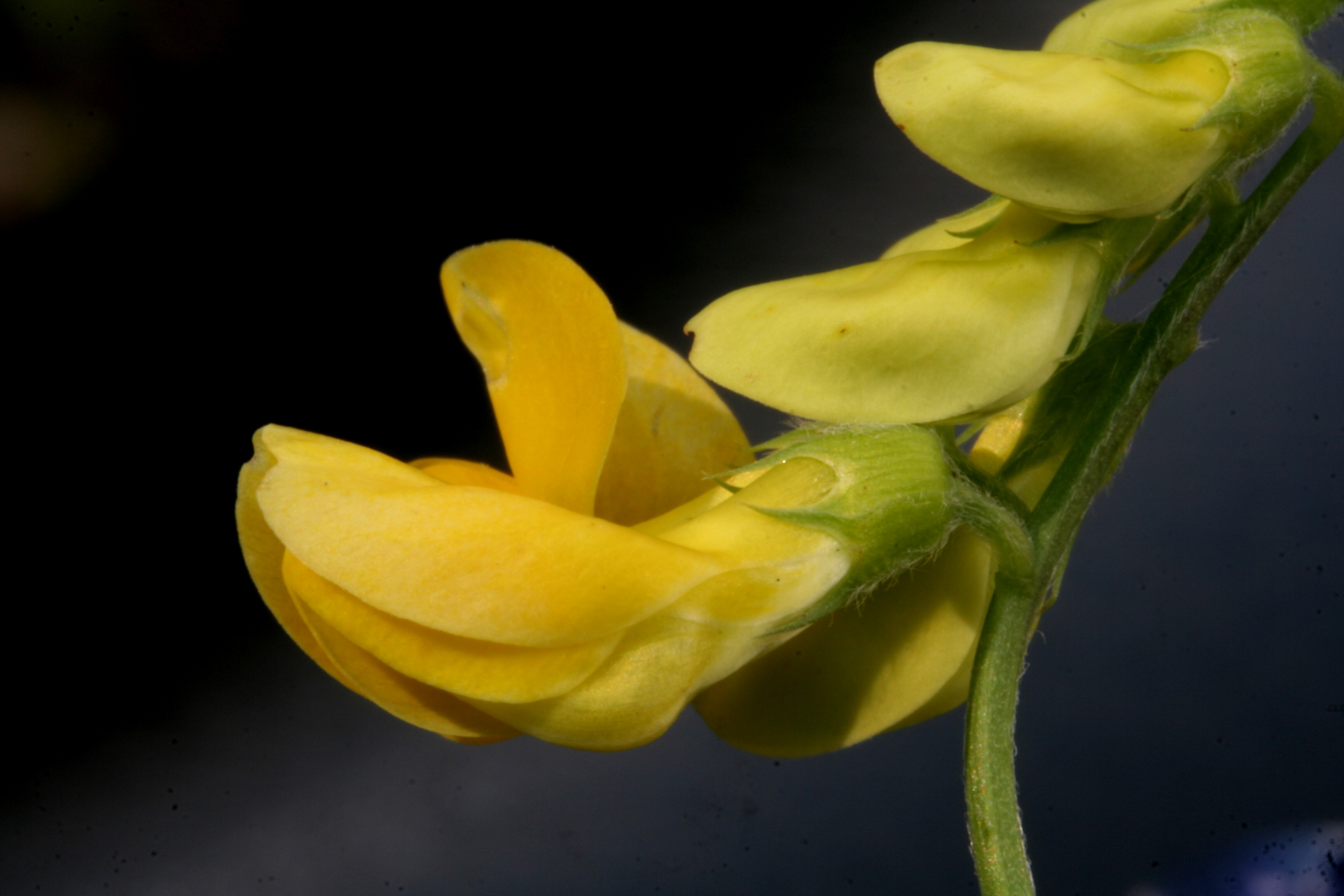
Località Cortina (BL) 1300 m s.l.m., luglio 2008
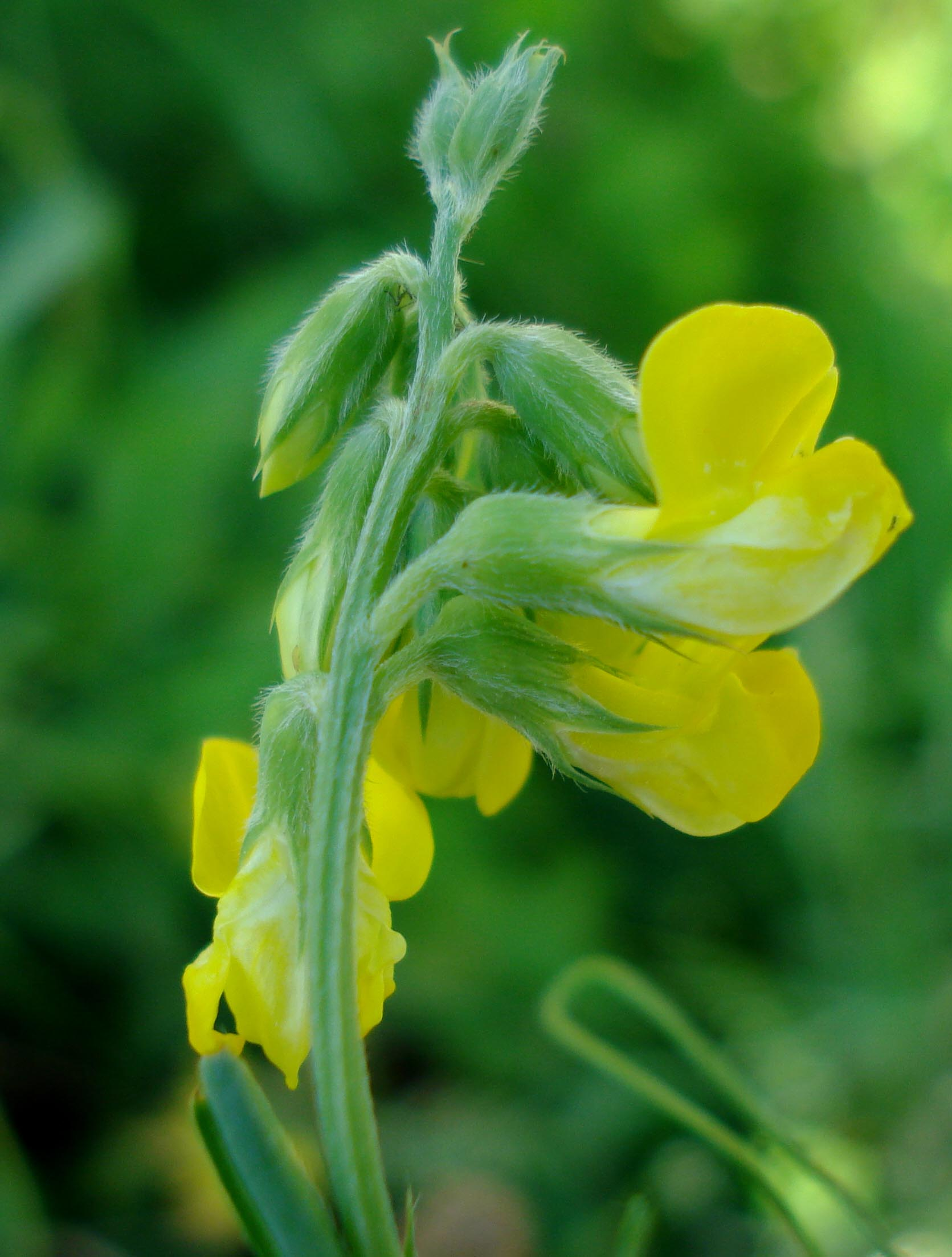
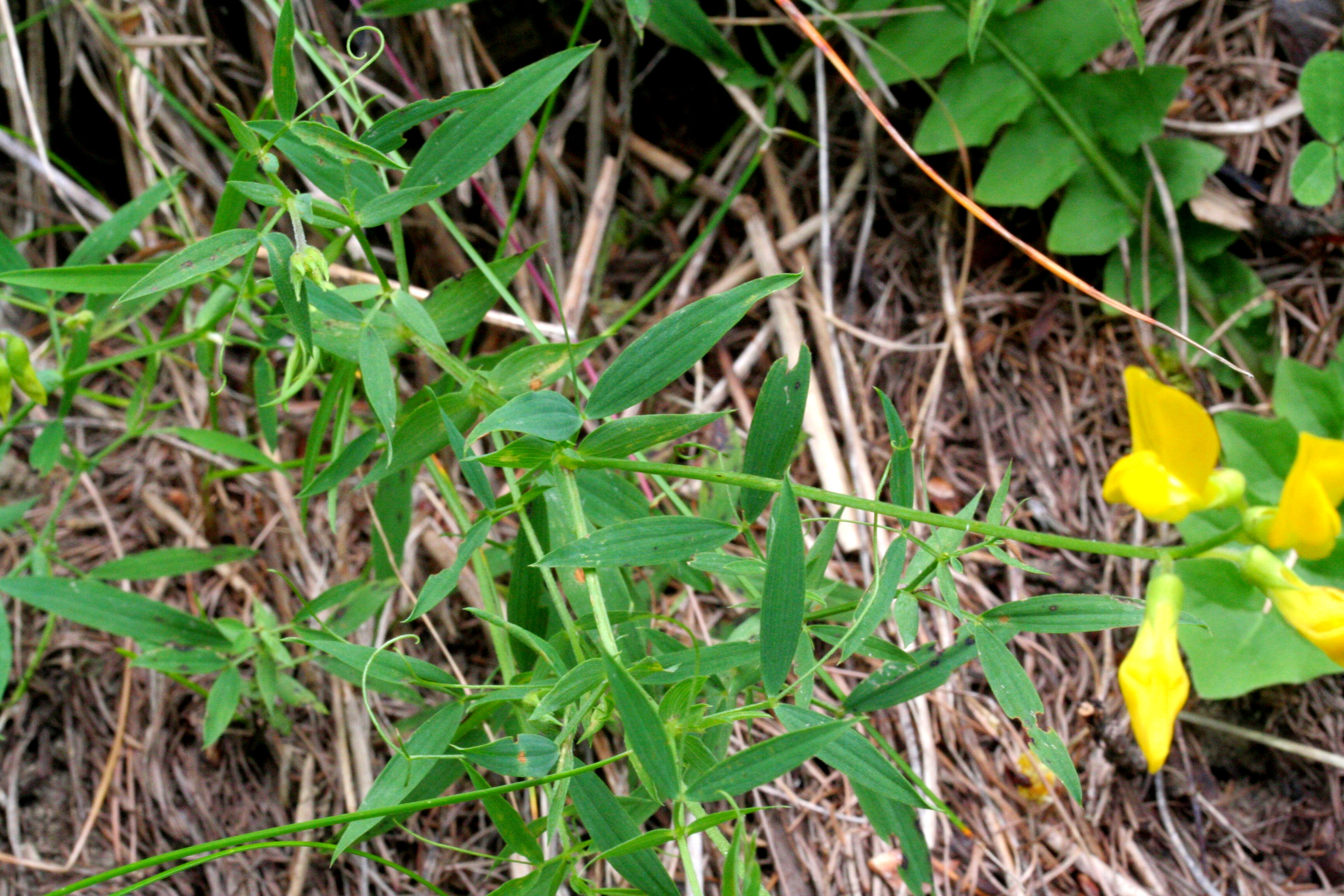
Località Cortina (BL) 1300 m s.l.m., luglio 2008
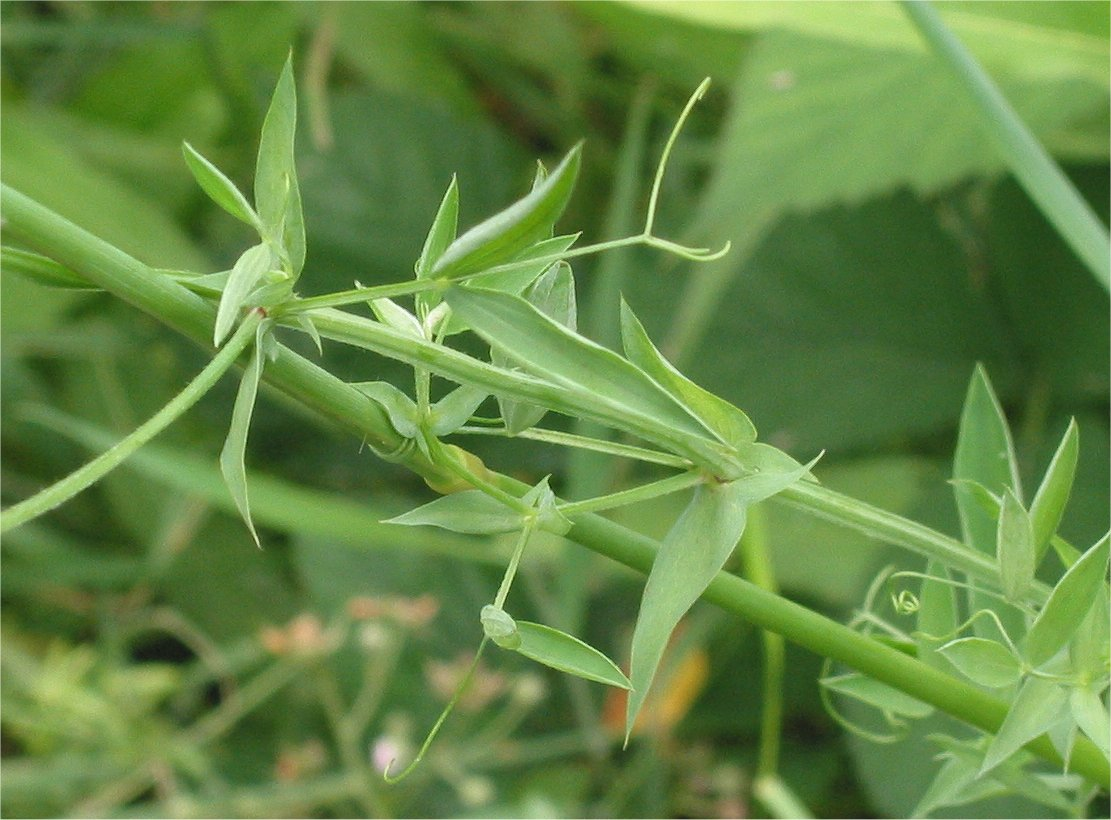
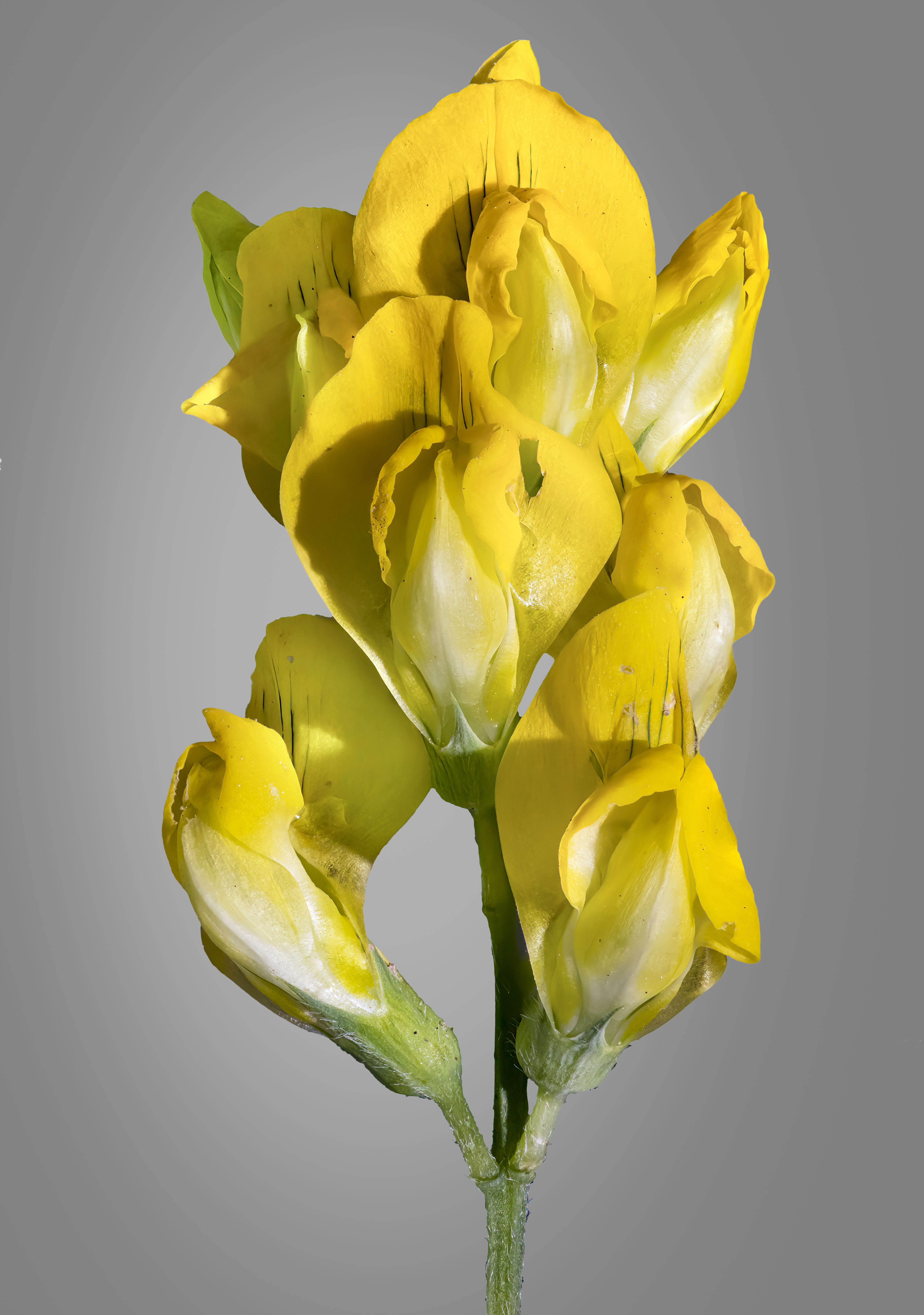
Infiorescenza